# 주전포수 시노하라 씨
《주전포수 시노하라 씨》(正捕手の篠原さん 세이호슈 노 시노하라상[*])는 일본의 작가 센바 카모메가 쓰고 야에가시 난이 삽화를 담당한 라이트 노벨로, MF문고 J(미디어팩토리)에서 발매되었다. 대한민국에서는 영상출판미디어㈜의 노블엔진으로 발매되고 있다.

## 개요
사립 묘진 학원 야구부원들의 나날을 주제로 한 스토리. 각 에피소드마다 2페이지 분량의 짧은 스토리로 구성되어 있다.

## 등장 인물

### 묘진 학원
치바 시의 학원 앞 지구에 있는 사립 학원. 기본적으로는 대학 진학을 목표로 하는 진학교이다. 그중에서도 주인공이 속한 A반은 특별진학반이다. 종합운동장과 별개로 야구 전용 그라운드가 있다. 야구부는 그 이점을 살려서 매 주말마다 외부에서 원정교를 초청하여 연습시합을 하고 있다.

#### 야구부
시노하라 마모루(篠原 守)
주인공. 묘진 학원 2학년 A반. 야구부의 주전 포수다. 사실상 주장 역할을 맡고 있다. 특별진학반인 A반 소속으로 공부도 잘하는 편이다.
착실한 사람으로 보이지만 꽤나 맹한 성격. 좋아하는 음식은 만두.
아야사카 마코토(綾坂 真琴)
묘진 학원 2학년 A반. 야구부의 에이스 투수. 중학교 시절 천재 투수 소리를 들었을 정도로 투수로서 뛰어나다. 문무겸비가 집안의 가훈이며, 그런 이유로 야구를 계속 하려면 진학교로 가라는 것이 조건이었기 때문에 묘진 학원으로 진학했다.
하얀 피부에 가는 이목구비의 중성적인 외모로 여자아이들에게 인기가 많다. 야구부에서 활동하기 위해 정체를 숨기고 있으나 사실은 여자다. 평소에는 여학생 모습으로 있다가 방과 후 야구부 활동을 할 때가 되면 일란성 쌍둥이 오빠인 아스카의 모습으로 변장한다.
후카미 츠쿠요(深見 月夜)
묘진 학원 2학년 C반. 야구부의 매니저. 학교 이사장의 딸이고 마모루의 소꿉친구다. 마모루에게 장난치는 것을 좋아한다. 게임을 좋아하지만 공부도 잘하는 편이다. 특히 야구 게임을 좋아하며, 야구 규칙도 게임으로 배웠다.
시노하라 안즈(篠原 杏)
묘진 학원 1학년 A반. 마모루의 여동생이다. 부모님과 함께 영국에 있었으나 도중에 귀국하여 야구부에 입부했다. 어린 시절부터 마모루를 이기기 위해 여러가지로 노력했다. 마모루를 이겨서 주전 포수가 되기 위해 도중에 입부했으나, 야구 지식은 전무하다.
스즈카 타쿠미(鈴鹿 巧)
묘진 학원 2학년 E반. 일단은 야구부의 부장이다. 키는 130cm대로 상당히 작은 편이며, 외모와 정신연령도 초등학생 수준이다. 그러나 어린애 취급 당하는 것은 싫어한다. 포지션은 유격수.
타치바나 마사시(橘 雅史)
묘진 학원 2학년 F반. 야구부의 주전 2루수. 달리기를 잘해서 주루 플레이는 누구보다도 뛰어나지만, 그것 뿐이다. 야구부 소속이지만 축구를 더 잘한다.
카타기리 츠카사(片桐 八尋)
묘진 학원 야구부의 대형 루키. 그러나 특유의 건방진 성격과 얼빵함 때문에 자주 놀림감이 된다.
호시나 료코(保科 涼子)
묘진 학원의 수학 교사. 전임 교사가 퇴임하여 야구부의 고문을 맡게 되었다. 뛰어난 지도력과 좋은 스타일로 남녀 관계없이 인기가 많으나, 야구에 대해서는 거의 모르는 편이다. 운동도 잘 못하며 덤벙대는 일이 잦다.

#### 그 외의 인물
아야사카 아스카(綾坂 飛鳥)
묘진 학원 2학년. 마코토의 일란성 쌍둥이 오빠. 평소에는 쿨한 왕자님 타입이지만, 옛날부터 여자 옷만 입으면 완전히 캐릭터가 변하는 면이 있었다. 다도부 소속으로, 방과 후에는 마코토와 서로 역할을 바꾸어서 부활동을 즐기고 있다. 남자라는 사실을 들키지 않기 위해 더 여자다워지려고 노력하고 있다.

## 단행본 목록

### 소설
| 도서명                 | 판본     | 초판 발행일      | ISBN                   | 비고 |
| ---------------------- | -------- | ---------------- | ---------------------- | ---- |
| 주전포수 시노하라 씨 1 | 일본어판 | 2011년 10월 25일 | ISBN 978-4-8401-4263-2 |      |
| 주전포수 시노하라 씨 1 | 한국어판 | 2012년 4월 1일   | ISBN 978-89-6526-880-2 |      |
| 주전포수 시노하라 씨 2 | 일본어판 | 2012년 1월 25일  | ISBN 978-4-8401-4372-1 |      |
| 주전포수 시노하라 씨 2 | 한국어판 | 2012년 6월 1일   | ISBN 978-89-6526-966-3 |      |
| 주전포수 시노하라 씨 3 | 일본어판 | 2012년 5월 25일  | ISBN 978-4-8401-4574-9 |      |
| 주전포수 시노하라 씨 3 | 한국어판 | 미발행           |                        |      |